# Chae Won-bin
Chae Won-bin là nữ diễn viên người Hàn Quốc. Cô được biết với các vai diễn trong các phim điện ảnh lẫn truyền hình như Twenty-Twenty ; When My Love Blooms và The Secret of Secret. Ngoài ra, cô cũng xuất hiện trong phim The Mermaid Prince: The Beginning trong vai Jo A-ra.

## Sự nghiệp điện ảnh

### Phim điện ảnh
| Năm  | Nhan đề                           | Vai diễn                                       | Tham khảo |
| ---- | --------------------------------- | ---------------------------------------------- | --------- |
| 2019 | The Secret of Secret              | Shin Yeon-joo                                  | [ 3 ]     |
| 2020 | When My Love Blooms               | Yoon Ji Young (Em gái của Yoon Ji Soo)         |           |
| 2020 | Delayed Justice                   | Jung Myung Hee (Tập. 2-3, 14)                  |           |
| 2020 | Twenty-Twenty                     | Baek Ye-eun                                    |           |
| 2020 | The Mermaid Prince: The Beginning | Jo A-ra                                        | [ 4 ]     |
| 2021 | Voice Season 4: Judgment Hour     | Gong Soo Ji [Con gái Cheon Sik] (Tập 3-5, 7-8) |           |
| 2021 | Secret Royal Inspector & Joy      | Bi Ryung \| Hwang Bo Ri                        |           |
| 2021 | Snowdrop                          | Im Su Hee [Chị của Soo Ho] (Tập. 2, 11)        |           |
| 2023 | Strong Underdog                   | Min Ah                                         |           |
| 2023 | My Lovely Boxer                   | Han Ah Reum                                    |           |
| 2023 | Sweet Home Season 2               | Ha Ni [Người sống sót trên đường phố]          |           |
| 2024 | The Intimate traitor              | đang dự định                                   |           |

### Phim truyền hình
| Năm  | Tiêu đề                             | Vai diễn               |
| ---- | ----------------------------------- | ---------------------- |
| 2023 | The weak are strong (Movie)         | Min Ah                 |
| 2022 | The Witch: Part 2. The Other One    | Bull fighting woman #1 |
| 2021 | Whispering Corridors 6: The Humming | Classmate 4            |
| 2020 | The Cursed Lesson                   | Hair staff             |
| 2020 | Run Boy Run                         | Eun Ha                 |

## Giải thưởng
| Lễ trao giải     | Năm  | Loại                                        | Người được đề cử / Công việc                      | Kết quả   |
| ---------------- | ---- | ------------------------------------------- | ------------------------------------------------- | --------- |
| KBS Drama Awards | 2023 | Nữ diễn viên phim truyền hình ngắn đặc biệt | Phim truyền hình đặc biệt: Cuộc tấn công tình yêu | Đoạt giải |